# Государственный русский театр драмы имени Ф. А. Искандера
Государственный русский театр драмы имени Фазиля Абдуловича Искандера («РУСДРАМ») — драматический театр в городе Сухуме (Республика Абхазия).

## История
Основан в 1981 году как Сухумский государственный русский театр юного зрителя. В 1990 году театр был преобразован в Русский театр драмы Республики Абхазия.
В период грузино-абхазского конфликта были утрачены как здание, так и труппа театра. Двумя театральными студиями, существовавшими с 2000 и с 2007 годов, было воссоздано послевоенное поколение актёров среди которых: Джамбул Жордания, Михаил Герасименко, Ромео Курмазия, Артур Гургенян, Дмитрий Щукин, Рубен Депелян, Андрей Карпов, Денис Саратников, Серафима Спафопуло, Анна Гюрегян, Марина Скворцова, Наталья Папаскири, Анастасия Цыганова, Марина Сичинава и Алина Пшеничная.
С 2009 по 2014 годы здание театра было капитально отремонтировано и переоборудовано Правительством Абхазии. Торжественное открытие театра состоялось 16 декабря 2014 года постановкой пьесы Жана Батиста Мольера «Тартюф».
24 мая 2016 года в театре произошли организационные и кадровые изменения, продиктованные жизнью и временем, необходимостью повышения эффективности работы театра и перехода к новому этапу развития. Был принят новый устав ГУ «Государственный русский театр драмы», а на вновь созданную должность Генерального директора назначен государственный деятель, дипломат, кандидат политических наук Ираклий Хинтба.
В театре началось активное реформирование. Генеральный директор поставил задачу резко активизировать деятельность театра, сделать его работу регулярной, довести количество ежегодных премьер до 4-5, повысить художественный уровень спектаклей. Ираклий Хинтба делает ставку на сохранении лучших традиций театра при коренном обновлении репертуара и расширении палитры художественной политики. В результате ребрендинга был выработан новый фирменный стиль и введено сокращённое название театра — РУСДРАМ. Были налажены контакты с крупнейшими театральными ВУЗами России — ГИТИС и Театральный институт им. Щукина, с театром им. Вахтангова и другими театрами. На постановку спектаклей в 2016—2017 годах были приглашены российские режиссёры-постановщики. На 2017 год запланировано пять премьер в постановке штатных и приглашённых режиссёров.
28 декабря 2016 года Министерство культуры Абхазии объявило РУСДРАМ «прорывом года». «Причины такого стремительного развития театра — наличие понятной концепции у руководства, чёткое формирование репертуарной политики и чуткая реакция на все новое», — сказала министр культуры Эльвира Арсалия.
6 марта 2017 года театру присвоено имя выдающегося русского и абхазского писателя Фазиля Искандера.

## Репертуар
В обновлённом репертуаре театра спектакли:
«Тартюф» по пьесе Ж.-Б.Мольера в постановке Мераба Читанава; 

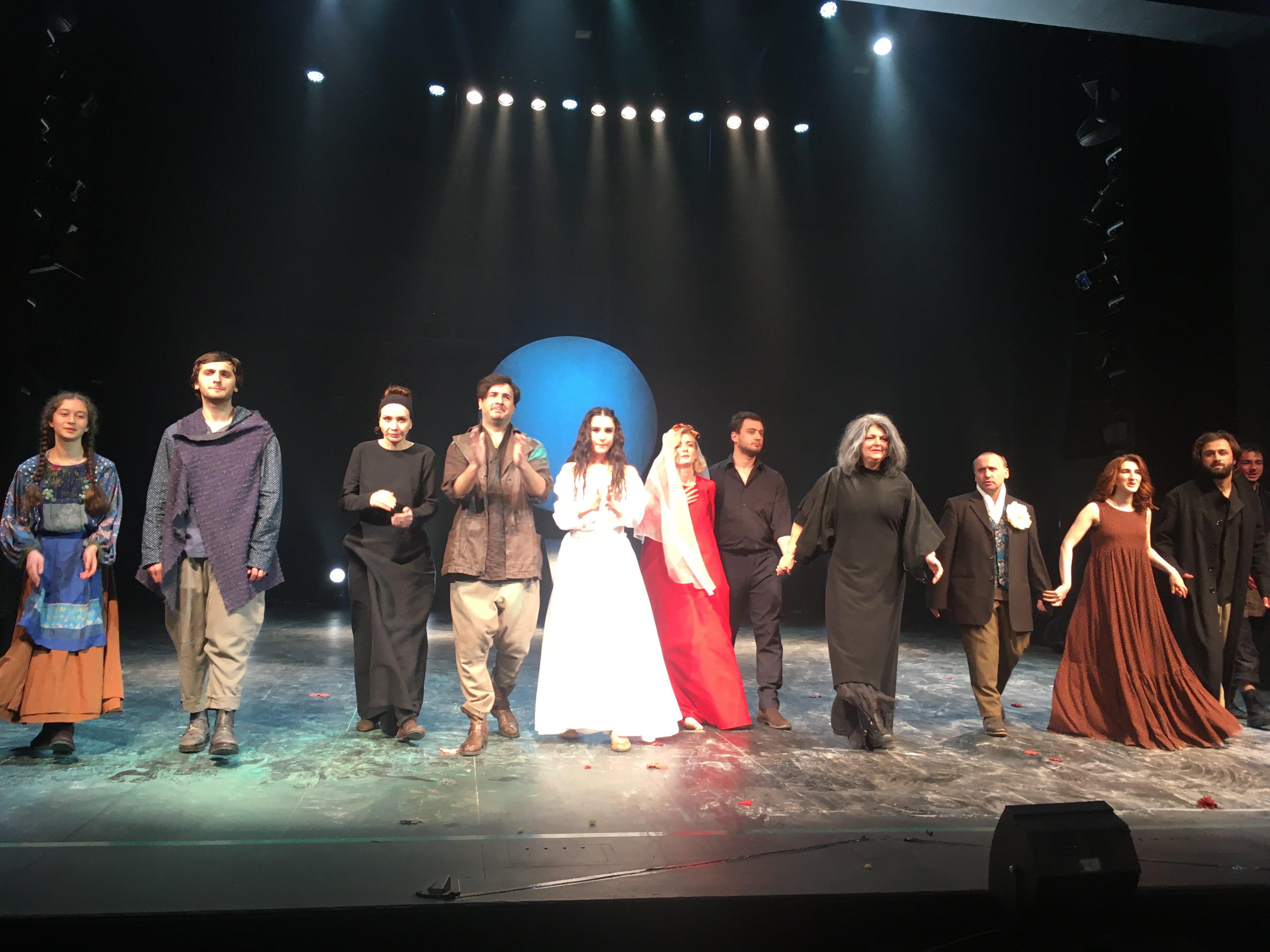
Спектакль "Кровавая Свадьба", май 2021

«Ревизор» по пьесе Н.В. Гоголя в постановке Андрея Тимошенко (Россия);
«Пять вечеров» по пьесе Александра Володина в постановке Антона Киселюса;
«Примадонны» по пьесе Кена Людвига в постановке Сергея Ефремова (Россия);
"Братец Кролик & Братец Лис" по пьесе Дмитрия Астраханцева в постановке Анастаса Кичика (Россия);
"Широколобый" по произведению Фазиля Искандера в постановке Искандэра Сакаева (Россия);
"Все мои сыновья" по пьесе Артура Миллера в постановке Антона Киселюса (Эстония);
"Игрок" Фёдора Достоевского в постановке Антона Киселюса (Эстония);
"Клинический случай" по пьесе Рэя Куни в постановке Сергея Ефремова (Россия);
"Кьоджинские перепалки" по пьесе Карло Гольдони в постановке Александра Коручекова (Россия);
"Кровавая свадьба" по пьесе Ф.Г. Лорки в постановке Марии Романовой (Россия);
"Бродский" по И. Бродскому в постановке Марии Романовой (Россия);
"Последний из ушедших" Б.В. Шинкуба в постановке Джамбула Жордания;
"Принцесса и свинопас" Г.Х. Андерсена в постановке Джамбула Жордания;
"Сказка о том, как волк Абга стал рыбаком" в постановке Джамбула Жордания;
"Приключения Буратино" А.Н. Толстого в постановке Джамбула Жордания;
"Электра" Софокла, Еврипида и Платона в постановке Артёма Устинова (Россия);
"Солярис" С. Лема в постановке Артёма Устинова (Россия);
"Метод" Ж. Галсерана в постановке Марка Вдовина (Россия);
"Оскар" К. Манье в постановке Сергея Ефремова (Россия);
"Не обо мне" М. Тульчинской в постановке Марии Романовой (Россия);
"Визит старой дамы" Ф. Дюрренматта в постановке Антона Киселюса (Россия);
"Хаджи-Мурат" Л.Н. Толстого в постановке Адгура Кове;
"Дневник авантюриста" А.Н. Островского в постановке Алексея Размахова (Россия);
"Радость вопреки всему" Ф.Г. Лорки в постановке Марии Романовой (Россия).

## Руководство театра
Художественное руководство коллективом театра в разные годы осуществляли М. Мархолиа, Г. Николаев, Д. Кортава, А. Кове, Н. Балаева.
Генеральный директор театра — Ираклий Хинтба.
Заместитель Генерального директора по творческим вопросам — Нина Балаева.
Главный художник — Виталий Кацба.